# Besleria aggregata
Besleria aggregata là một loài thực vật có hoa trong họ Tai voi. Loài này được (Mart.) Hanst. mô tả khoa học đầu tiên năm 1864.